# Konstantin Sergeevič Lopušanskij
Konstantin Sergeevič Lopušanskij (in russo Константин Сергеевич Лопушанский?; Dnipropetrovs'k, 12 giugno 1947) è un regista, sceneggiatore e teorico del cinema russo.

## Biografia
Terminati nel 1970 gli studi in violino presso il Conservatorio di Kazan', insegnò musica dal 1973 al 1975. Nel 1978 si diploma ai Corsi Superiori di Regia e Sceneggiatura (VKSR) di Mosca e nel 1979 è assistente alla produzione del film Stalker di Tarkovskij. Dal 1980 lavora come direttore di produzione agli studi Lenfilm.

## Filmografia
- Slyozy v vetrenuyu pogodu (1978), cortometraggio
- Solo (1980), cortometraggio
- Quell'ultimo giorno - Lettere di un uomo morto (Pisma myortvogo cheloveka)(1986), regista e sceneggiatore
- Posetitel muzeya (1989), regista e sceneggiatore
- Russkaja simfonija (1994), regista e sceneggiatore
- The Turn of the Century (Konets veka) (2001)
- The Ugly Swans (Gadkie lebedi) (2006)
- The Role (Rol') (2013)
- Through the Black Glass (2019)

## Premi e riconoscimenti
- 1989 - Posetitel muzeya ha vinto il S. Giorgio d'Argento e il Premio della Giuria Ecumenica al 16º Festival cinematografico internazionale di Mosca[3]